# Marmax hypparchus
Marmax hypparchus is een vlinder uit de familie van de venstervlekjes (Thyrididae). De wetenschappelijke naam van deze soort werd in 1779 gepubliceerd door Pieter Cramer. Het exemplaar dat Cramer beschreef en liet afbeelden was van de kust van Sierra Leone afkomstig en bevond zich in de verzameling van een C. Van Lennep.
De soort komt voor in het westelijk deel van tropisch Afrika.